# A titán átka
A titán átka a Percy Jackson és az olimposziak című sorozat harmadik kötete. A műfaja fantasy. A regény alapja a görög mitológia. Szerzője Rick Riordan amerikai regényíró és tanár.

## Megjelenés
Amerikában 2007. május elsején jelent meg. Magyarországon 2010. december 13-án "látta meg a napvilágot".
Acsai Roland fordította magyar nyelvre. Eredeti címe: Percy Jackson and the Olympians – The Titan's Curse

## Cselekmény röviden
|  | Alább a cselekmény részletei következnek! |

Percy barátja, Grover hívására a Maine állambeli Bar Harbor-ba megy. Ám azon kívül, hogy találnak két eddig nem ismert félvért, más is történik: Annabeth-t elrabolják. Megjelennek a Vadászok , sok bonyodalmat okozva a két testvér, Nico és Bianca között. A táborba visszaérve felelevenedik a régi ellentét a Vadászok és a táborlakók között. Új küldetésre indulnak, csakhogy főhősünket nem választják bele a csapatba. Végül "hívatlan vendégként" csatlakozik hozzájuk, s segít nekik a feladatban. Bővebb leírás és vélemények itt.
|  | Itt a vége a cselekmény részletezésének! |

## Szereplők
Főbb szereplők:
- Percy Jackson – Poszeidón, a tengeristen és Sally Jackson fia, Tyson féltestvére. Nagyon hűséges a barátaihoz, bármit megtenne értük. Találkozik az Ophiotaurusszal.
- Grover Underwood – szatír, jelenleg félistenek után kutat a világban.
- Annabeth Chase – Pallasz Athéné, a bölcsesség istennőjének és Chase professzor lánya. A könyv elején elrabolják.
- Thália Grace – Zeusz, a főisten lánya. Hirtelenharagú, és sokszor a saját feje után megy.
- Nico di Angelo – Hádész ifjabb fia, Bianca öccse. Imádja a nővérét, és hatalma van a föld felett.
- Tyson – Poszeidón és egy nimfa fia, Percy féltestvére. Küklopsz, tehát egyszemű óriás.
- Árnyék Zoé – Atlasz lánya, heszperisz. Nagyot csalódott Héraklészben, azért Artemisz vadászai közé állt. A kötet végén meghal.
- Sally Jackson – halandó, ám átlát a Ködön. Percy anyja.
- Bianca di Angelo – Hádész lánya, Nico nővére. Artemisz vadászai közé áll, Talón megöli.
- Poszeidón – tengeristen, Amphitrité férje, Percy és Tyson apja. Sokszor konfliktusba kerül a bátyjaival.
- Artemisz – holdistennő. Apollón nővére. Vadászaival a világot járja, és szörnyeket öl. Atlasz csapdába ejti.
- Zeusz – főisten, Héra férje, Thália apja. Néha féltékeny testvérei hatalmára.
- Pallasz Athéné – bölcsesség istennője, Annabeth anyja.
- Kheirón – a hősök nevelője, kentaur. Kiváló íjász, valamint orvos.
- Hádész – a halottak istene, Perszephoné férje, Bianca és Nico apja.
- Apollón – a Nap, a költészet, a fegyverek, a művészetek istene. Artemisz öccse. Borzalmas haikukat készít, és segíti Percyéket.
- Árész – a harc és a háború istene. Gyűlöli Percyt, mivel egyszer legyőzte őt párbajban.

## Magyarul
- A titán átka. Percy Jackson és az olimposziak; ford. Acsai Roland; Könyvmolyképző, Szeged, 2010

## Film
Az első két részből már készült film, Chris Columbus rendezésében. Az ő munkája még többek között a Harry Potter 1 2 3, valamint az Éjszaka a múzeumban is. A harmadik részből valószínűleg nem lesz film, de ez talán még változhat a jövőben.